# Castellanza
Castellanza ist eine italienische Gemeinde (comune) in der Provinz Varese in der Region Lombardei.

## Geographie
Die Gemeinde grenzt an die Metropolitanstadt Mailand. Durch Castellanza fließt die Olona. Seit 1974 führt die Gemeinde den Titel Città (Stadt). 1869 wurde die Gemeinde durch den Zusammenschluss der früheren Gemeinde Castellanza mit Castegnata Olona gebildet. Castellanza liegt etwa 28 Kilometer nordwestlich von Mailand und etwa 25 Kilometer südlich von Varese. Die bedeckt eine Fläche von 6,92 km². Zu Castellanza gehören die Fraktionen Buon Gesù und Castegnate. Die Nachbargemeinden sind Busto Arsizio, Legnano (MI), Marnate, Olgiate Olona und Rescaldina (MI).

## Geschichte
Der Ursprung von Castegnate wird als Teil des Kulturraums der insubrischen Kelten angesehen, was durch das Toponym mit seiner typischen Genitivendung auf -ate belegt wird. Die Integration zwischen den Kelten und den Römern wird durch die Überreste einer gallorömischen Nekropole mit Artefakten belegt, die zwischen dem 1. Spuren aus der römischen Zeit, die noch aus dem 1. Jahrhundert stammen, weisen auf eine ländliche Siedlung hin, die sich wahrscheinlich um einen wichtigeren Kern, vielleicht den Vicus von Legnano, gruppierte. Einige dieser Funde sind heute noch im Sutermeister-Stadtmuseum in Legnano zu sehen. Von Castellanza aus verlief die Via Severiana Augusta, eine römische Straße, die Mailand mit dem Lago Maggiore verband. Die Straße erreichte das heutige Castegnate, einen Ortsteil von Castellanza, wo sie über eine Brücke den Fluss Olona überquerte und von seinem östlichen auf sein westliches Ufer wechselte. Nach Castegnate überquerte die Via Severiana Augusta die oben erwähnte Brücke und führte durch das heutige Castellanza. Verwaltungsmäßig gehörte das antike Castellanza zur Transpadana regio XI.
Die meiste Zeit des Mittelalters war das Gebiet Teil des Contado del Seprio. Die erste urkundliche Erwähnung von Castegnate geht auf das Jahr 1045 zurück. Es handelt sich um eine von Heinrich III. (HRR) dem Schwarzen unterzeichnete Urkunde, die den Mönchen von San Dionigi den Besitz verschiedener Territorien, darunter auch Castegnate, bestätigt. Später wurde die Familie De Cuticis oder Cuttica in mehreren Friedensverträgen, die zwischen 1240 und 1310 während des Krieges zwischen den Familien Visconti und Torriani, mit denen die welfische Familie Cuttica verbündet war, unterzeichnet wurden, als Eigentümer der Gebiete von Castegnate aufgeführt. Mit dem endgültigen Sieg der Visconti im Jahr 1314 wurden die Besitztümer von Castegnate der Familie Cuttica entzogen. Castellanza hingegen war wahrscheinlich eine Festung, die in der Nähe von zwei Dörfern namens Cogorezio und Sponzano errichtet wurde, die dann zumindest ab dem 15. Die erste Erwähnung von Castellanza geht auf das Jahr 1361 zurück, und zwar in einem Pergament im Archiv von Busto Arsizio, in dem es um ein testamentarisches Vermächtnis einer Leibrente an einen dort lebenden Priester geht. Beide Städte wurden im 14. Jahrhundert in das Herzogtum Mailand eingegliedert.
Karl Borromäus in Castellanza, das zur Pieve von Busto Arsizio gehörte, wird 1572 die Existenz von fünf Kirchen erwähnt: San Giulio, San Simeone, Santo Stefano, San Giorgio und San Bernardo. Im Jahr 1603 gab es in Castellanza 475 erwachsene Einwohner, und die Haupteinnahmequelle war die Landwirtschaft, Weizen und Weinbau. 1630 wurde Castellanza von der Pest heimgesucht, und nur 500 Menschen überlebten die Katastrophe. Die der Santa Liberata gewidmete Kapelle zeugt von der Befreiung von der Epidemie. Die Kapelle steht in Castegnate auf einem Grundstück, das bereits den Markgrafen von Daverio gehörte, die auch den Bau der Kapelle mitfinanzierten. 1691 wurde das Lehen Castegnate von den spanischen Gouverneuren an Simone Daverio verkauft, der mit Angela Cuttica verheiratet war. Im Jahr 1753 musste Giovanni Battista Daverio das Anwesen jedoch aufgeben, das dann 1755 an Francesco Guaita weiterverkauft wurde. Ebenfalls 1691 wurde Castellanza von Giovanni Battista Crivelli erworben und am Ende des Geschlechts wurde das Lehen 1748 von Marquis Carlo Cornaggia übernommen. Ende des 18. Jahrhunderts wurde der Palazzo Brambilla gebaut, der seit 1921 Sitz des Rathauses ist.
Im Jahr 1845 wurde die Cotonificio Cantoni gegründet, gefolgt von der Cotonificio Francesco Turati (1875) und der mechanischen Industrie Pomini (1886). Im Jahr 1888 wurde das Unternehmen Turati von der Manifattura Tosi übernommen, die in Garottola eine zweite Bleichanlage errichtete. Am 1. Mai 1869 wurde durch den Zusammenschluss der Gemeinden Castellanza und Castegnate Olona eine neue Gemeinde gebildet, die die Gemeinden beiderseits des Flusses Olona repräsentierte. Das aktuelle Wappen stellt diese Fusion dar: eine Brücke über den Fluss Olona trennt den Turm (Symbol des Dorfes Castellanza) von der Kastanie (Symbol des Dorfes Castegnate). Castellanza begann, dank der starken Förderung eines seiner Bürger, Antonio Bernocchi, Industrieller in der Textilbranche, der zu einem der größten Mäzene der Stadtgeschichte werden sollte, Industrie anzuziehen. Zu seinem Gedenken ernannte ihn die Stadt zum Ehrenbürger und widmete ihm eine öffentliche Straße. Zu Beginn des 20. Jahrhunderts war die Stadt ein gut etabliertes Industriezentrum mit zahlreichen Fabriken, die Arbeitskräfte aus den Nachbarstädten und von außerhalb anzogen: Im Jahr 1900 wurde auf der anderen Seite der Gleise die Chemiefabrik Ignazio Siles gebaut, die ihren Namen mehrmals änderte, bis sie 1928 in Montecatini umbenannt wurde, mit verschiedenen Erweiterungen; zwischen 1902 und 1905 wurde die Cantoni-Baumwollspinnerei umgebaut und erweitert, während 1904 das neue thermoelektrische Kraftwerk der Società Lombarda eingeweiht wurde. Im Jahr 1906 wurde die Färberei Cerini gebaut.
Nach dem Zweiten Weltkrieg vervielfachten sich die industriellen Aktivitäten mit dem vollständigen Wiederaufbau von Montecatini in den frühen 1960er Jahren, das zu Montedison wurde und über 1200 Arbeiter beschäftigte, und mit der Geburt von CRM Mechanics (1950). 1991 wurde hier die Università Carlo Cattaneo als private Hochschule mit den Fachbereichen Wirtschaft, Ingenieurwesen und Recht gegründet. Die Zahl der Studierenden erreichte 2009 etwa 3.000.

## Bevölkerung

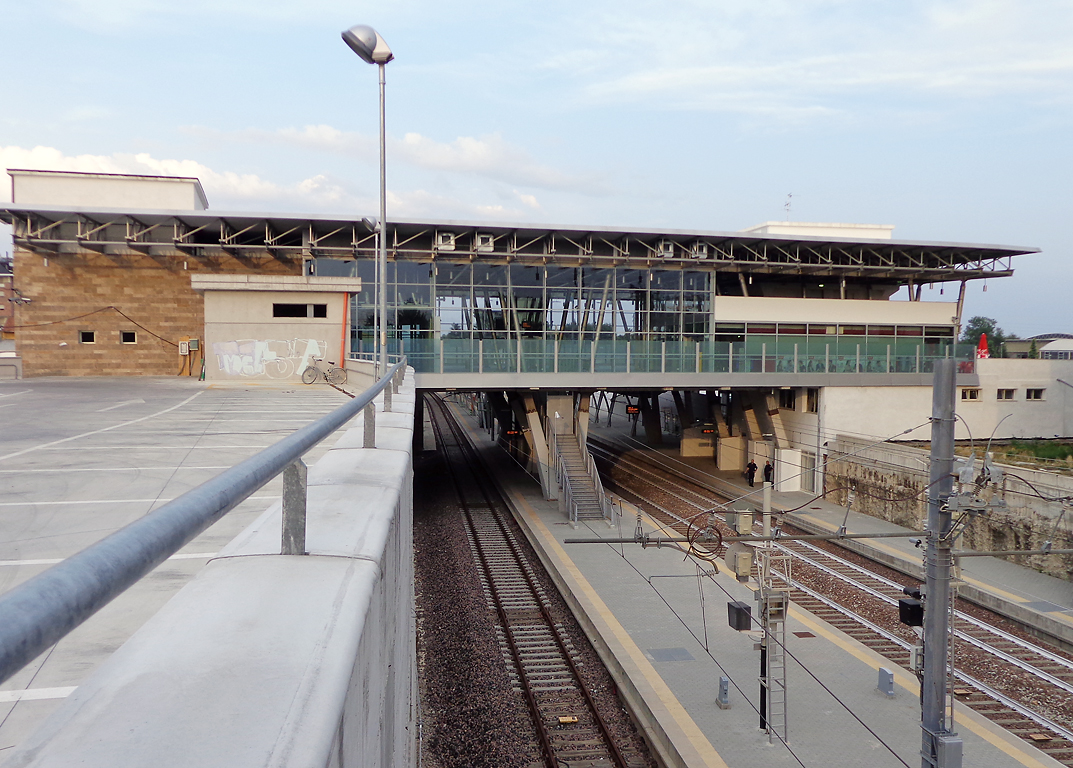
Bahnhof

| Jahr      | 1861  | 1881  | 1901  | 1921  | 1951   | 1971   | 1881   | 1991   | 2001   | 2011   | 2021   |
| Einwohner | 1.976 | 2.382 | 4.233 | 7.027 | 10.154 | 10.011 | 15.936 | 15.586 | 14.569 | 14.244 | 14.317 |

## Verkehr
Durch die Gemeinde führt die Autostrada A8. Die nächste Anschlussstelle befindet sich in Legnano. Vorbei führen auch die Staatsstraße 33 und die Provinzialstraße 527.
Ein Bahnhof schließt den Ort an die Bahnstrecke Saronno–Novara an. Die frühere Bahnstrecke der Ferrovie della Valmorea ist mittlerweile hinsichtlich des Streckenabschnitts bis Castellanza stillgelegt.

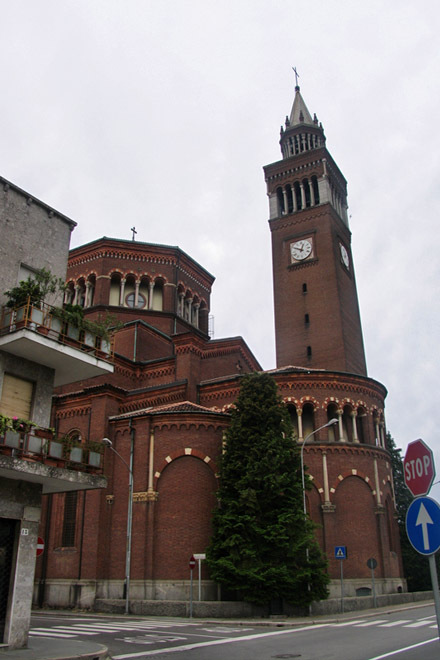
Kirche San Giulio

## Sehenswürdigkeiten
- Pfarrkirche San Giulio
- Museo d’Arte Moderna Enzo Pagani
- Villa Carminati-Brambilla
- Cotonificio di Castellanza.

## Persönlichkeiten
- Antonio Bernocchi (1859–1930), Politiker, Textilunternehmer und Mäzen
- Enzo Pagani (1920–1993), Künstler, Kunsthändler, Mäzen[2], Gründer des Museums Pagani[3]
- Marco Simone (* 1969), Fußballspieler und Sportfunktionär